# Jan Kott
Jan Kott, född 27 oktober 1914 i Warszawa, död 23 december 2001 i Santa Monica i Kalifornien, var en polsk-amerikansk litteraturhistoriker och teaterkritiker.

## Biografi
Jan Kott är mest känd för essäboken Shakespeare vår samtida (Szkice o Szekspirze 1965, svenska 1972) där han omtolkar William Shakespeares dramatik. Essäerna har haft stort genomslag i hur Shakespeares pjäser spelats vilket bland annat kan ses i Peter Brooks film King Lear 1971 och Roman Polanskis Macbeth 1971. Jan Kott tillämpade marxistisk metod men var inte mer strikt än att han jämförde Shakespeare med samtida absurdistiska dramatiker som Samuel Beckett och Eugène Ionesco. Jan Kott arbetade som dramaturg hos både Peter Brook och den italienske regissören Giorgio Strehler.
Strax före andra världskriget reste han till Paris för att förbereda sin doktorsavhandling om Guillaume Apollinaire och markis de Sade. 1939 gifte han sig och återvände till Polen där han tjänstgjorde i armén. Under den tyska ockupationen engagerade han sig i motståndsrörelsen men Kott som var jude internerades i Warszawas getto.
1949 blev han professor vid Universitetet i Wrocław och från 1952 var han professor i polsk litteratur vid Universitetet i Warszawa. 1965 emigrerade han till USA och 1979 blev han amerikansk medborgare. Från 1966 var han gästprofessor först vid Yale University och därpå vid University of California i Berkeley. Från 1969 fram tills pensionen 1983 var han professor vid Stony Brook University i New York. I New York arbetade han även som teaterkritiker.
Bland hans övriga verk kan nämnas Szkoła klasyków ("Klassikernas skola" 1949) där han skildrar de stora västeuropeiska 1700- och 1800-talsrealisterna, Theatre Notebook 1947-67 (1968) och The Eating of the Gods: An Interpretation of Greek Tragedy (1973). Han skrev även essäer om japansk teater, Tadeusz Kantor och Jerzy Grotowski. Han översatte verk av Jean-Paul Sartre, Denis Diderot, Eugène Ionesco och Molière till polska och engelska. 1964 tilldelades han det tyska kulturpriset Herder-Preis.